# Crystal Court

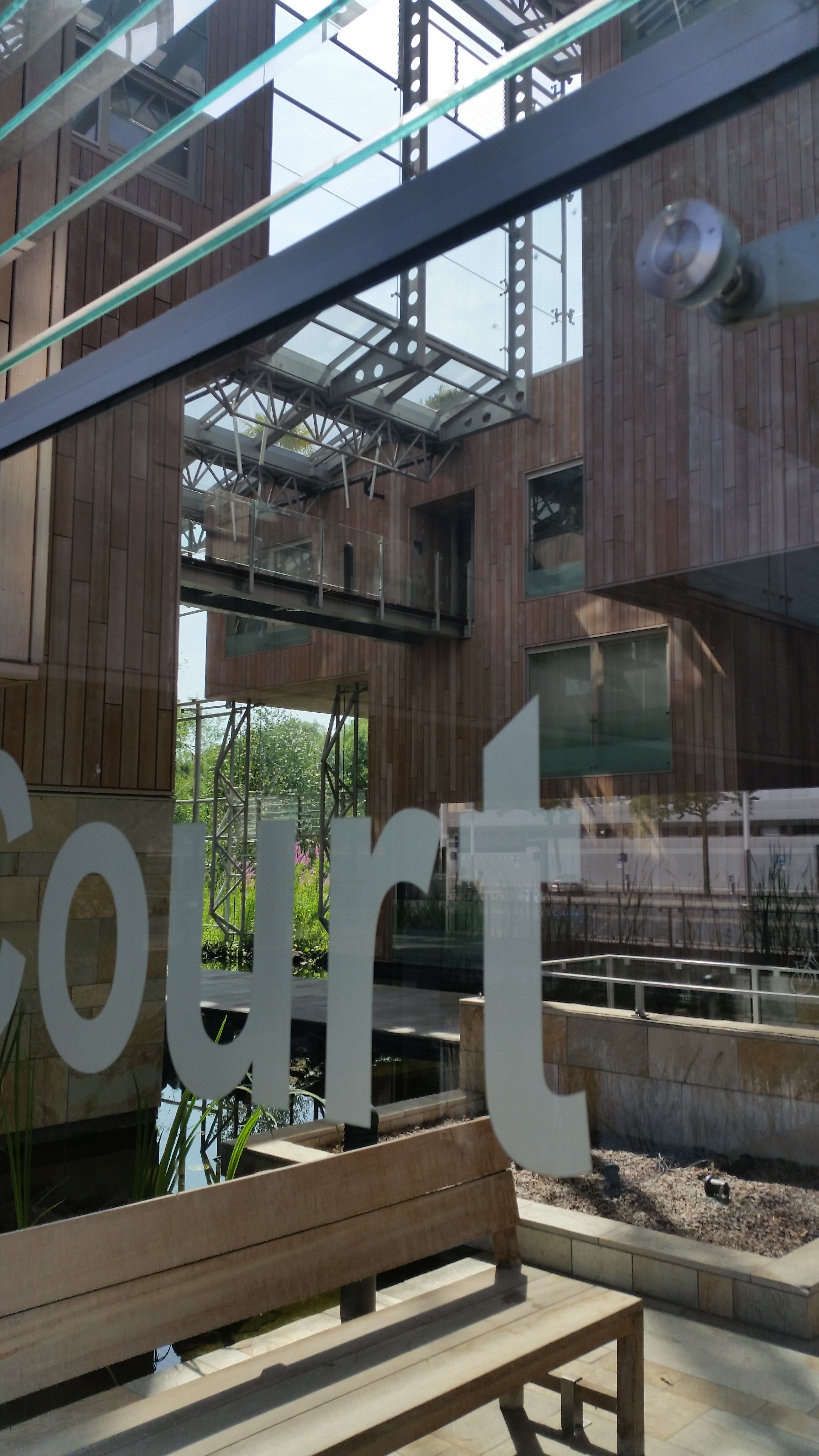
Crystal Court (juli 2019)

Crystal Court in een appartementencomplex in Amsterdam-Zuid, Buitenveldert.
Aan het eind van de Willem van Weldammelaan kwam ruimte vrij voor de bouw van een appartementencomplex. Hillen & Roosen, hier optredend als ontwikkelings- en bouwbedrijf, mocht hier een luxe complex bouwen in de nabijheid van het winkelcentrum Gelderlandplein. Zij sleepte de opdracht binnen uit een prijsvraag uit 2001. Voor dit complex schakelde het Tangram Architecten (Bart Mispelblom Beyer, Charlotte ten Dijke) in die met een stapeling van villa’s kwam, gesitueerd bovenop een parkeergarage, het kreeg de aanduiding woonsculptuur. Die villa’s kregen de vorm mee van blokken die verdeeld werden over vier sculpturen, die dan samen weer een soort blokkenstapel vormen, waarbij een relatief grote ruimte daartussen werd meegebouwd. Het gaf een grote verscheidenheid aan woningen; in uiterlijk lijken alle villa’s vrijstaand; ze zijn alleen gestapeld. Het geheel werd afgeschermd door een glaswand die voor transparantie en doorkijk zorgt. De binnenruimte, die als een soort kas en veiligheidsgebied werkt, werd voorzien van binnen-, wintertuin en vijvers, zodat het ook gezien kan worden als klimaatbuffer. Het gebouw kraagt naar boven toe uit (wordt steeds breder). De gevels zijn bekleed met Western Red Cedar-hout, die aansluit bij het in de omgeving liggende Gijsbrecht van Aemstelpark.
Tijdens de bouw ging Hillen & Roosen failliet (woningen waren klaar met algemene ruimten niet). Het gebouw lokte uiteenlopende reacties uit, van uitbundig in soberheid en doelmatigheid en een prachtige blikvanger tegenover "mag het ook iets minder". De kleurigheid en vorm van het complex valt op in de vooral saaie en monotone bouw in de omliggende wijken (flatbouw uit midden jaren 60).
Het gebouw kreeg in 2010 zowel de Amsterdamse Nieuwbouwprijs als De Houtprijs.